# Rokupr
Rokupr est une ville située dans la province du Nord, en Sierra Leone.

## Histoire

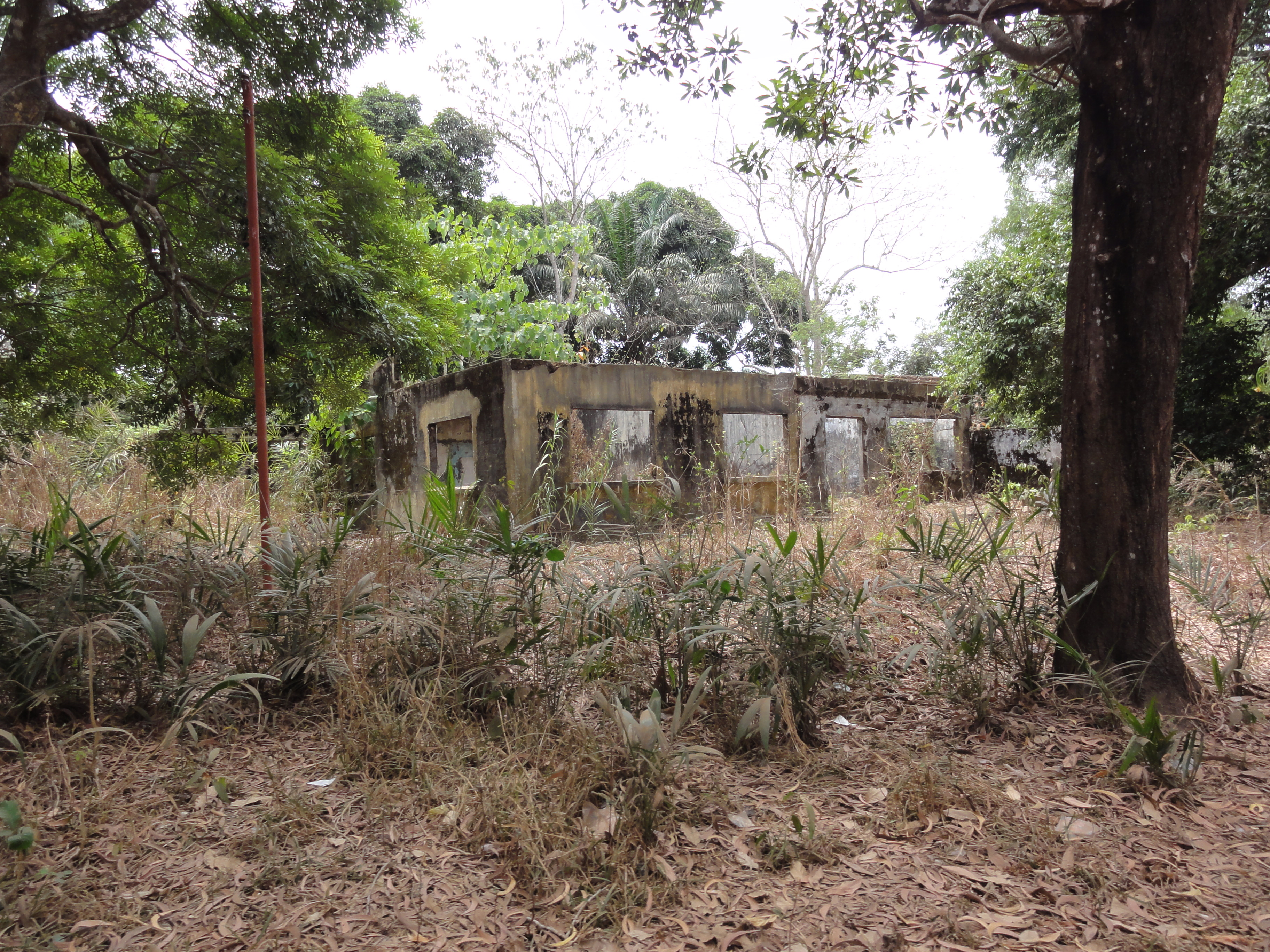
Bâtiment de la station de recherche sur le riz détruit pendant les attaques rebelles.

La station de recherche sur le riz de Rokupr a été créé en 1934. Après des attaques rebelles, la station rouvre ses portes en avril 2009.
En mai 2005, le bureau de police de la ville est officiellement devenu une station de police.

## Économie

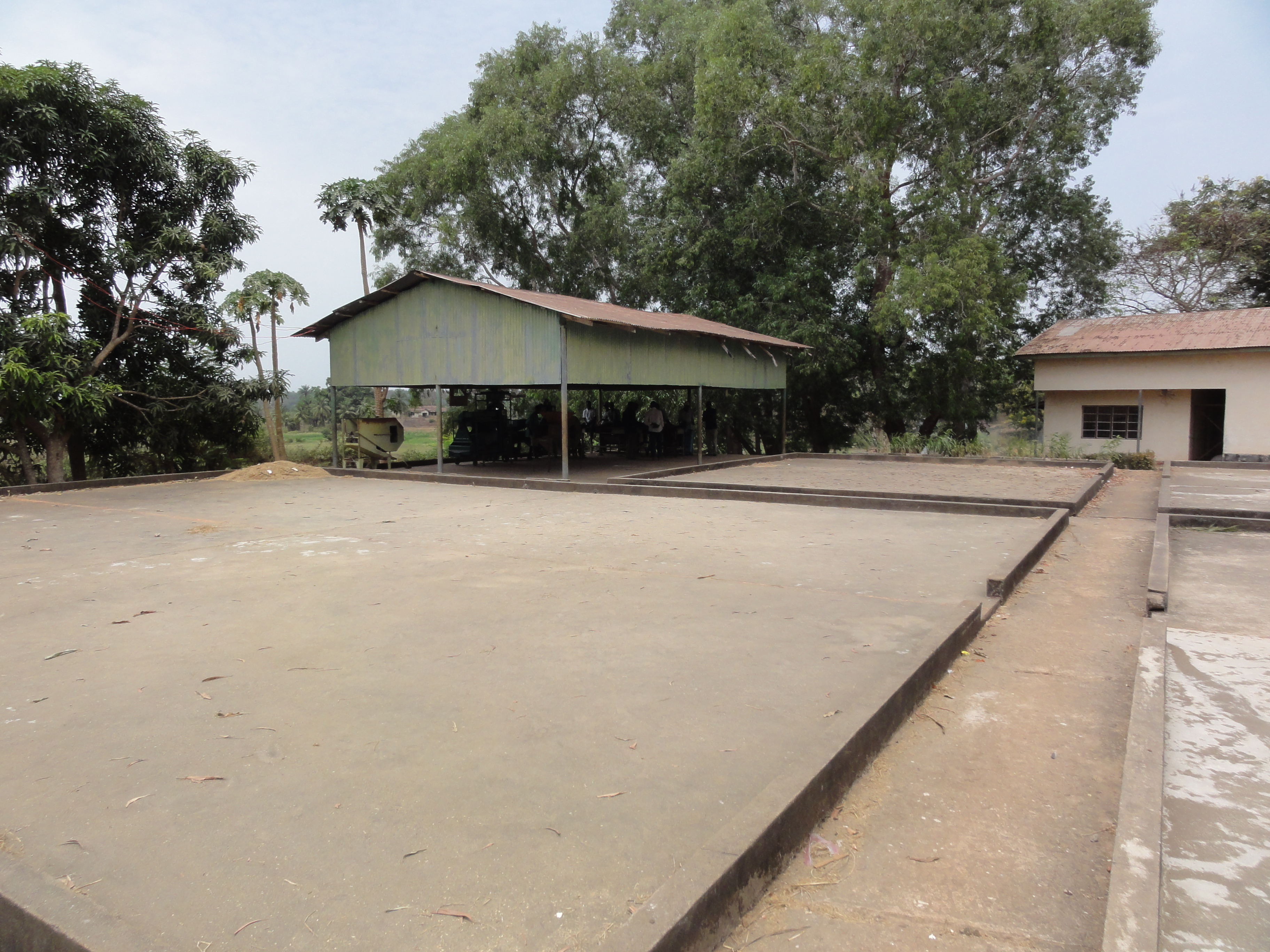
Station de recherche sur le riz SLARI (2014)

La ville de Rokupr héberge la station de recherche sur le riz de Rokupr au sein de la Sierra Leone Agricultural Research Institute (SLARI). La station emploie 400 personnes et représente le plus grand employeur du district de Kambia. De fait, l'établissement a une influence sur la politique régionale, et est avéré proche de l'APC.

## Source
- (en) Cet article est partiellement ou en totalité issu de l’article de Wikipédia en anglais intitulé « Rokupr » (voir la liste des auteurs).

1. ↑  (en) Regina Pratt, « Sierra Leone: Rokupr Rice Research Station Opens Again », All Africa,‎ 1er avril 2009 (lire en ligne)
2. ↑  (en) « Sierra Leone: Rokupr Police Station Opened », All Africa,‎ 31 mai 2005 (lire en ligne)
3. ↑  (en) Essa Thaim-kurugba, « The political importance of the Rokupr Rice Research Station », The Patriotic Vanguard,‎ 29 juin 2008 (lire en ligne)